# Aseucina rehni
Aseucina rehni är en kackerlacksart som beskrevs av Rocha e Silva och Gurney 1963. Aseucina rehni ingår i släktet Aseucina och familjen småkackerlackor. Inga underarter finns listade i Catalogue of Life.